# ゴグリアル州
ゴグリアル州(ゴグリアルしゅう、英語：Gogrial State)は、南スーダン北西部のバハル・アル・ガザール地方中部にかつて存在した州。2015年成立、2020年廃止。
2014年の人口は46万2480人。
州都はクアジョク。

## 隣接州
- 北：トゥィク州
- 北東：北部リエチュ州
- 南東：トンジェ州
- 南西：ワーウ州
- 西：アウェル州
- 北西：東アウェル州

## 行政区画
13郡から成る。
- 北アグオク
- 南アグオク
- 西アグオク
- 中アグオク
- 北アプク
- 南アプク
- 東アプク
- 西アプク
- アワン・チャン
- アワン・パジョーク
- アワン・リアウ
- 北クアク
- 南クアク